# Trichohathliodes molitorius
Trichohathliodes molitorius är en skalbaggsart som först beskrevs av Aurivillius 1917.  Trichohathliodes molitorius ingår i släktet Trichohathliodes och familjen långhorningar. Inga underarter finns listade i Catalogue of Life.